# 볼보 XC40
볼보 XC40(Volvo XC40)은 볼보에서 생산중인 준중형SUV이다.
예전에 공개했던 컨셉트카와 디자인이 유사하며, 2017년부터 생산 중이다.

## 1세대(2017~)
2017년 볼보의 3번째 SUV자 첫 컴팩트 SUV를 개발해 XC40이라는 이름으로 공개하였다. 디자인은 컨셉트카인 40.1과 상당히 유사하며 패밀리룩을 잘 따르며 독자적인 개성을 만들었다.
파워트레인은 2리터 가솔린,디젤을 각각 출력을 다르게 세팅해 판매 중이다.
한국 시장에는 2018년 6월 26일에 출시하였다. 하지만 출시행 사때 있었던 ‘아마존 블루’ 색상이 출시 때는 돌연 없어지자 많은 예비 오너들이 분노하였다.
2021년, 2022년 두 번의 연식 변경을 거쳐 상품성을 강화했다. 또 2023년식에는 페이스리프트와 함께 안드로이드에 기반한 OS에 SKT와 협업하여 만든 T맵 오토, FLO, nugu를 추가하였다.(48,400,000~)

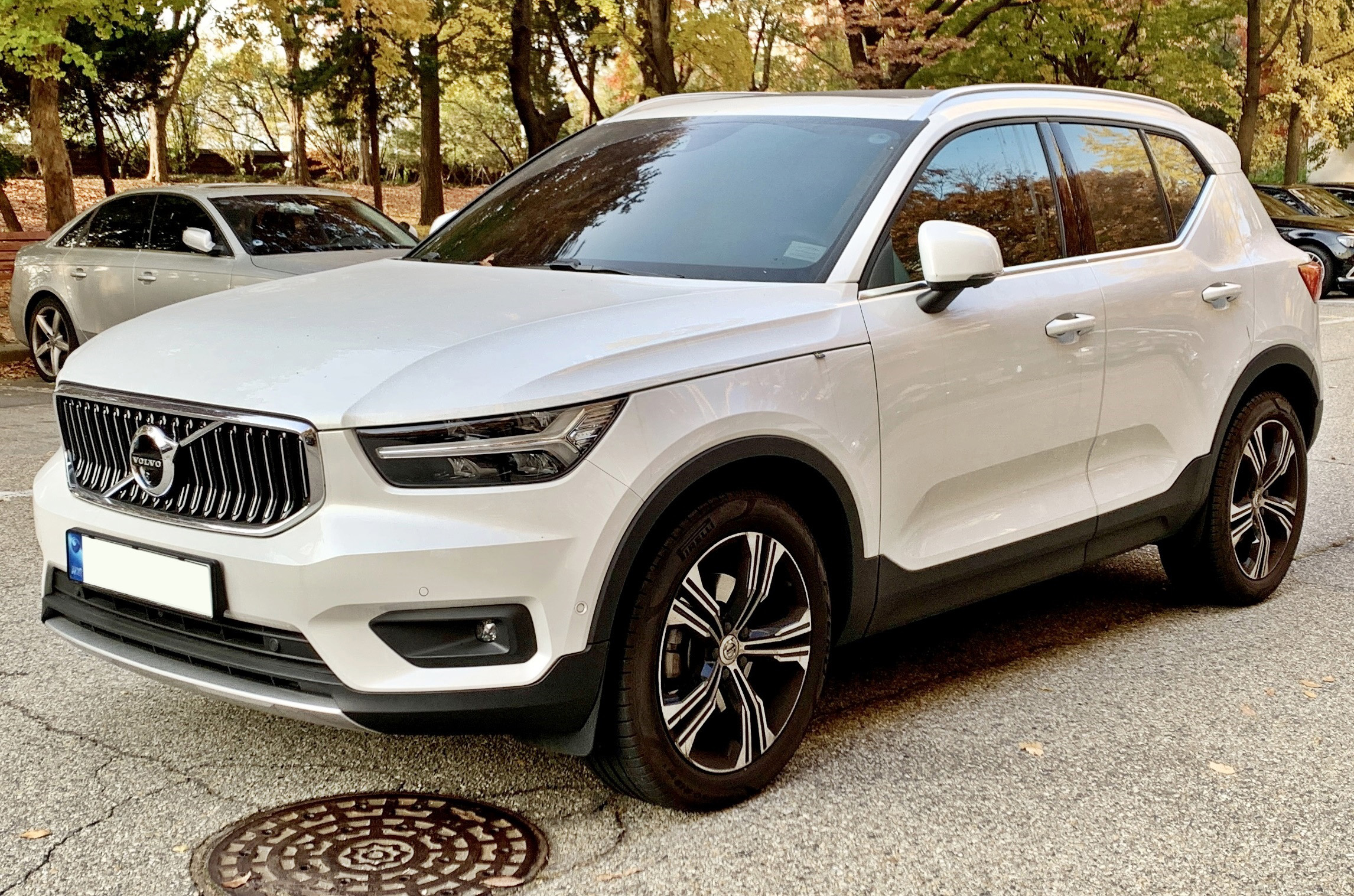
정측면

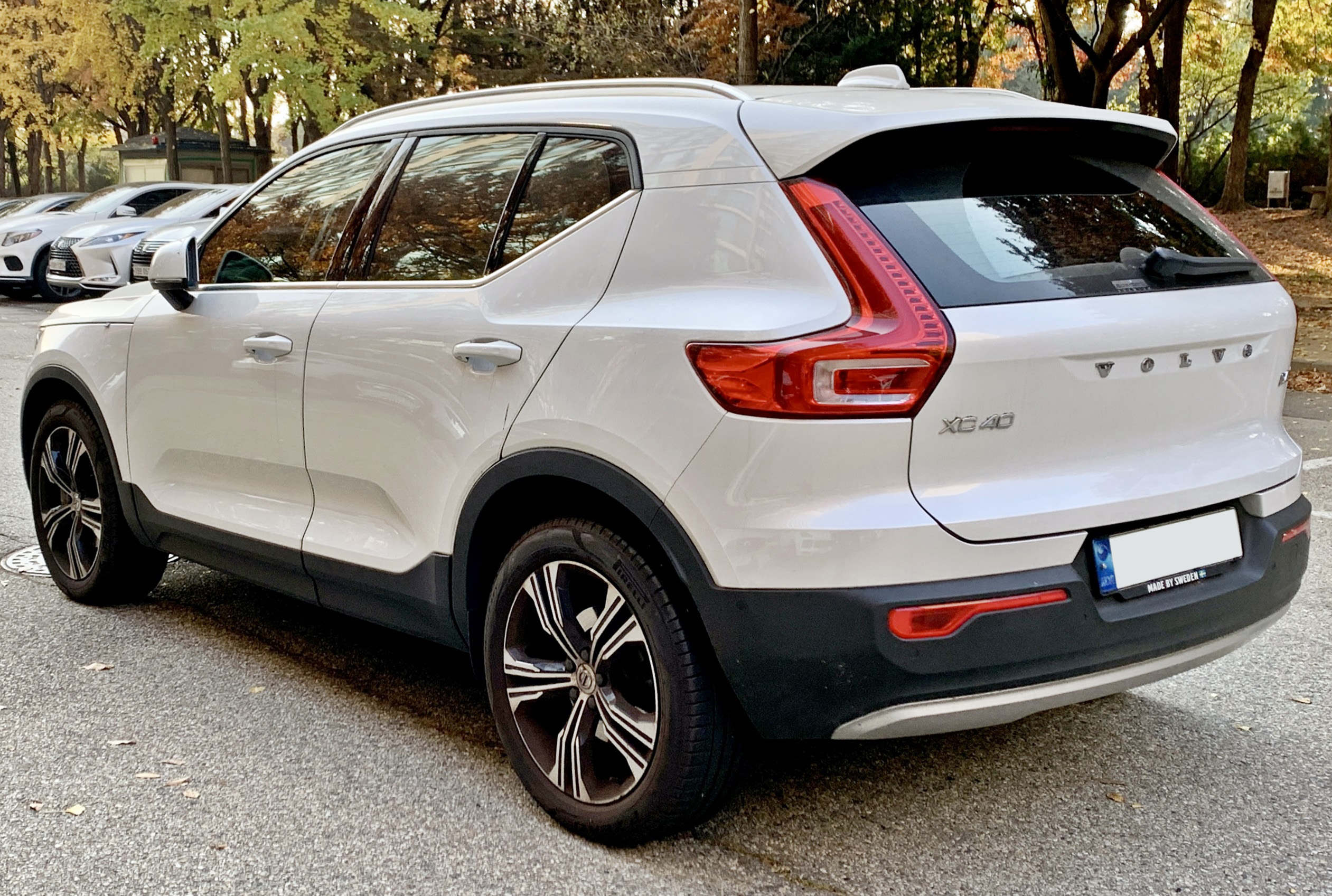
후측면